# Rhembobius parcus
Rhembobius parcus är en stekelart som beskrevs av Henry Keith Townes, Jr. 1962. Rhembobius parcus ingår i släktet Rhembobius och familjen brokparasitsteklar. Inga underarter finns listade i Catalogue of Life.